# Kumiko (marqueterie)

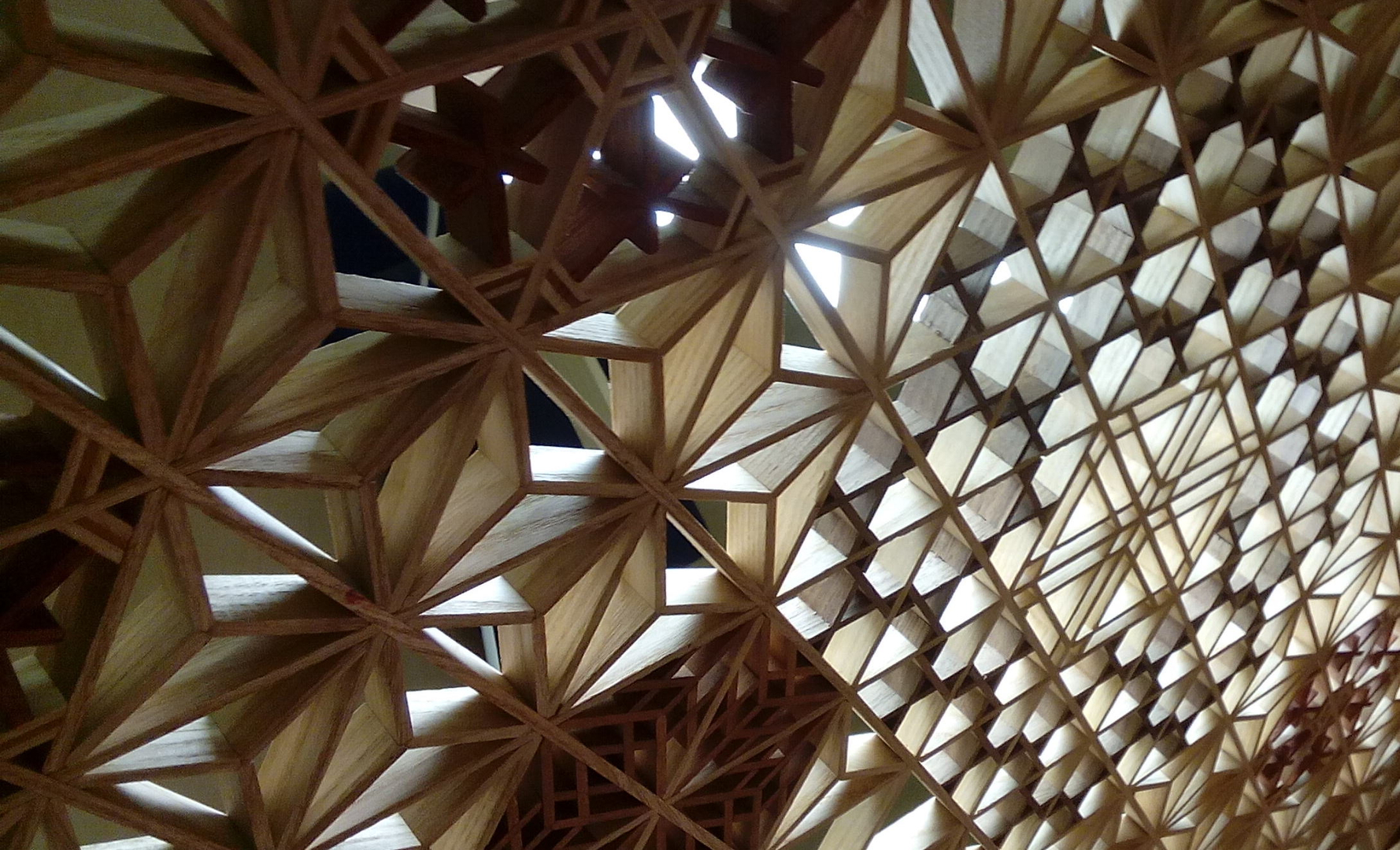
Un panneau de kumiko complexe.

Pour les articles homonymes, voir Kumiko.
Kumiko (組子) est une technique japonaise d'assemblage de pièces en bois sans clou (et normalement sans colle, même si la colle de riz est parfois utilisée), permettant de former des treillis géométriques. Elle est notamment utilisée pour l'ameublement intérieur (parois shōji, armoires, etc.). remontant à la période d'Asuka (période qui s'étend du VIe siècle jusqu'à 710).

## Technique
Les très fines pièces de bois sont rainurées et mortaisées puis ajustées une par une à l'aide d'un rabot, d'une scie, d'un ciseau et d'autres outils de menuiserie. Les éléments s'emboîtent et restent en place par la pression qu'ils exercent les uns sur les autres.
Dans un premier temps, une trame géométrique est constituée d'éléments rainurés entrelacés formant des alvéoles régulières (carrés, hexagones). On peut ensuite y créer des motifs à l'aide de petits éléments prenant appui entre eux et sur les parois de ces alvéoles.

### Motifs
Les motifs des pièces de kumiko ne sont pas choisis au hasard. Bon nombre des quelque 200 modèles utilisés de nos jours existent depuis l'ère Edo (1603-1868). Chaque dessin a une signification ou imite un motif dans la nature qui est considéré comme un bon présage. Les motifs sont conçus pour être beaux, mais aussi pour distribuer la lumière et le vent d'une manière apaisante et belle.